# Lucceius Albinus
Lucceius Albinus (? - 69 na Chr.) was procurator over Judea van 62 tot 64 en van Mauretania Caesariensis van 64 tot 69.

## Judea

### Begin van Albinus' bestuur
Albinus' bestuur begon met een incident. Albinus' voorganger, Porcius Festus, was in 62 onverwachts overleden. Daardoor moest Judea het in deze periode enkele maanden zonder procurator stellen. Daarom leek het Herodes Agrippa II, die namens de Romeinen toezicht hield op de godsdienstige gang van zaken, verstandig een sterke hogepriester te benoemen en hij stelde Ananus ben Ananus aan. Deze maakte echter misbruik van het machtsvacuüm door Jakobus, de broer van Jezus ter dood te laten brengen. Toen Albinus (die nog onderweg was naar Judea) hiervan hoorde, was hij er zeer over ontstemd. Hij dreigde met maatregelen tegen Ananus, maar voor het zover kwam, had Agrippa hem reeds uit zijn ambt ontheven en vervangen door Jezus ben Damneüs.

### Albinus en de Sicariërs
Meer dan zijn voorgangers Antonius Felix en Porcius Festus slaagde Albinus erin af te rekenen met de Sicariërs, de meest militante tak van de Zeloten. Toch wist ook hij het geweld niet geheel en al de kop in te drukken. Op een gegeven moment ontvoerden Sicariërs de secretaris van Eleazar (de zoon van een eerdere hogepriester Ananias ben Nebedeüs, die bevriend was met Albinus). Zij eisten de vrijlating van tien gevangengenomen Sicariërs. Albinus zag zich op aandringen van Ananias gedwongen aan deze eis toe te geven.
Toen Albinus in 64 begreep dat hij spoedig opgevolgd zou worden door Gessius Florus besloot hij veel gevangenen die voor minder zware vergrijpen gevangengenomen waren tegen hoge betaling vrij te laten. Josephus claimt dat alleen de armen in gevangenschap achterbleven, al overdrijft hij de zaak wellicht enigszins. De Sicariërs wisten Albinus zelfs zover te krijgen dat hij tegen betaling een aantal van hun gewelddadige acties oogluikend toeliet. Albinus verliet Judea als een rijk man, maar liet tegelijkertijd de indruk achter van een corrupte Romeinse overheid die naar willekeur handelde.

## Mauretania
Nadat aan Albinus' ambtsperiode in Judea een einde was gekomen, benoemde Nero hem tot procurator over Mauretania Caesariensis. Na Nero's dood voegde Galba het aangrenzende Mauretania Tingitana toe aan zijn gebied, wellicht om daarmee zijn steun te verkrijgen in de strijd om het keizerschap. In ieder geval is duidelijk dat na Galba's dood Albinus openlijk zijn steun aan Otho gaf.
Toen Vitellius in 69 Otho verslagen had en keizer geworden was nam Albinus de naam Juba aan. Dit was de naam van de laatste koningen die Mauretania gekend had voordat het een Romeinse provincie werd (zie Juba I en Juba II). De naamsverandering werd door Vitellius dan ook opgevat als een poging een onafhankelijk Mauretania uit te roepen, met Albinus als koning. Bovendien trok Albinus zijn troepen samen bij de kust, vermoedelijk met het doel de smalle zeestraat naar Spanje over te steken en dit aan het gebied van het verenigde Mauretanië toe te voegen. Vitellius stuurde zijn legioenen dan ook op Albinus af, sloeg de opstand neer en liet Albinus met zijn vrouw en enkele vrienden ter dood brengen.